# 竹基镇
竹基镇，是中华人民共和国云南省曲靖市师宗县下辖的一个镇。

## 行政区划
竹基镇下辖以下地区：
竹基村、阿白村、龙甸村、抵鲁村、本寨村、七排村、六丘村、界桥村、卜草塘村、永安村、斗坞村和坞白村。

## 中国传统村落
2013年8月，淑基村、大冲村被评为第二批中国传统村落。